# Иглика
Вижте пояснителната страница за други значения на Иглика.
Иглѝка (Primula) е род обхващащ около 400-500 вида многогодишни тревисти растения от семейство Primulaceae, като голяма част от тях са хибриди.

## Наименование
Заради ранния ѝ пролетен цъфтеж, в Русия се нарича първоцвет. Игликата е най-разпространеното градинско цвете в България. Среща се и като аглика, яглика, адлика (Омуртаг), аглъч, аглъчка (Маданско), иглик, иглеч, иглек (Малкотърновско) и др.

## Описание и отглеждане
С разнообразната си цветна палитра, игликата е колоритно градинско цвете. Някои от хибридните сортове са с цветове, надминаващи 4 – 5 см в диаметър. Примулата има късо нишковидно коренище. Стеблата са обикновено изправени и къси или почти липсващи при някои видове. Листата са назъбени, с леко продълговата до яйцевидна форма, мъхести и набръчкани, захванати в розетка в основата на стеблото на растението.
Цъфти от февруари до май. Цветовете са петделни и съставляват право или наведено съцветие на върха на растението или са единични в центъра на стъблената розетка. Плодът представлява многосеменна кутийка.
Игликата произхожда от умерените зони на северното полукълбо. В България са известни 8 вида иглики в диво състояние, като 4 от тях са защитени от Закона за биологичното разнообразие. Срещат се в ливадите и в подножието на предбалканските и балкански райони.
Отглежда се изключително лесно и дори и да не се полагат особени грижи за нея, цъфти всяка пролет. Желателно е редовно поливане през лятото.
За лечебни цели се използват коренището и корените (с повишено внимание!), цветовете и листата - богати на вит. С. Притежава отхрачващо и диуретично действие. Засилва стомашната секреция. Действа успокоително и на нервната система.

## Видове
Род Иглика
- Вид Крилатолистна иглика (Primula elatior)
- Вид Лечебна иглика, Обикновена иглика (Primula veris[6]) - цъфти с тъмножълти цветове
- Вид Аурикула (Primula auricula)
- Вид Стайна иглика (Primula obconica)
- Вид Старопланинска иглика (Primula frondosa)
- Вид Рилска иглика (Primula deorum)
- Вид Клинолистна иглика (Primula minima)
- Вид Брашнеста иглика (Primula farinosa)
- Вид Primula denticulata
- Вид Люлякова иглика (Primula malacoides)
- Вид Розова иглика (Primula farinosa)
- Вид Халерова иглика (Primula halleri)
- Вид Безстъблена иглика, Дива иглика[7] (Primula acaulis, Primula vulgaris) - цъфти с бледожълти цветове
- Вид Градинска иглика (Primula auricula)
- Вид Разноцветна иглика (Primula heterochroma)
- Вид Primula japonica rosea
- Вид Primula sikkimensis
- Вид Primula Juliaea

## Използване в кулинарията и народната медицина
Използват се надземните части най-често на обикновената иглика ('Primula vulgaris'), събрани на чисти места; препоръчително е да се отглежда като градинско или балконско растение от разсад и семена, закупени в специализирани разсадници и магазини. Игликата не бива да се изкоренява от природата, защото се нарушават нейните естествените хабитати, което води до изчезването ѝ. 
Листата и цветните части, които най-често се използват за направата на билкови чайове, са богати на флавоноиди – три класа кетон-съдържащи съединения, с ясно изразени антиоксидантни, противовъзпалителни и антибактериални свойства.
 
Избягват се корените заради сапониновото съдържание в тях. Сапониновите съединения в растението имат защитен ефект за тях, отблъскат пасящите животни и предотвратянат развитието на гъбични и бактериални инфекции. При човека имат предполагаеми ползи за храносмилателната система. Единствените налични данни за ефекта на сапонините от това растение са от изследване от 2009 година, в което се твърди за някои ползи за човешкото здраве, но съзнателно се пропуска факта, че завишеният прием на сапонини се свързва с токсично натравяне на организма. Поради това се съветва избягване на консумирането на кореновите части на билката.
В народната медицина:
В народномедицинските практики извлеци и настойки от игликата се използват за отхрачване при бронхити; смята се, че те имат свойствата и на диуретик и засилват стомашната секреция. Могат да успокояват нервната система. След химичен анализ на билката се оказва, че тя съдържа изобилие от тритерпенови сапонини като примулувата киселина в корените си и високи количества флавоноиди в листата и цветните си части.  
В кулинарията
В испанската кухня те са популярна добавка към салати (в неголеми количества), а в английската – добавка към вино и оцет. В Англия и Нидерландия се отглежда като растение за ранни салати. При салати се ползва също в комбинация с други зеленчуци като млади листа от киселец или спанак. Листата се добавят в супи и омлети в комбинация с други зелени билки и подравки. Захаросани цветове от иглика са популярна украса в сладкарството.

## Други
На игликата са наречени улиците „Иглика“ в квартал „Лозенец“ (Карта) и „Агличе“ в квартал „Драгалевци“ (Карта) в София.